# Zaklęty Zamek
Zaklęty Zamek – leśniczówka wsi Dębogórze w Polsce położona w województwie pomorskim, w powiecie puckim, w gminie Kosakowo.

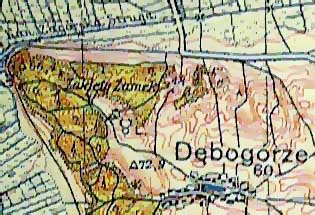
Zaklęty Zamek na mapie Kępy Oksywskiej z lat 30.

Miejscowość leży na Kępie Oksywskiej.
W 1892 r. w ówczesnym leśnictwie Dębogórze mieszkało 5 osób - 2 Kaszubów katolików i 3 Niemców ewangelików.
W latach 1975–1998 obszar po miejscowości administracyjnie należał do województwa gdańskiego.

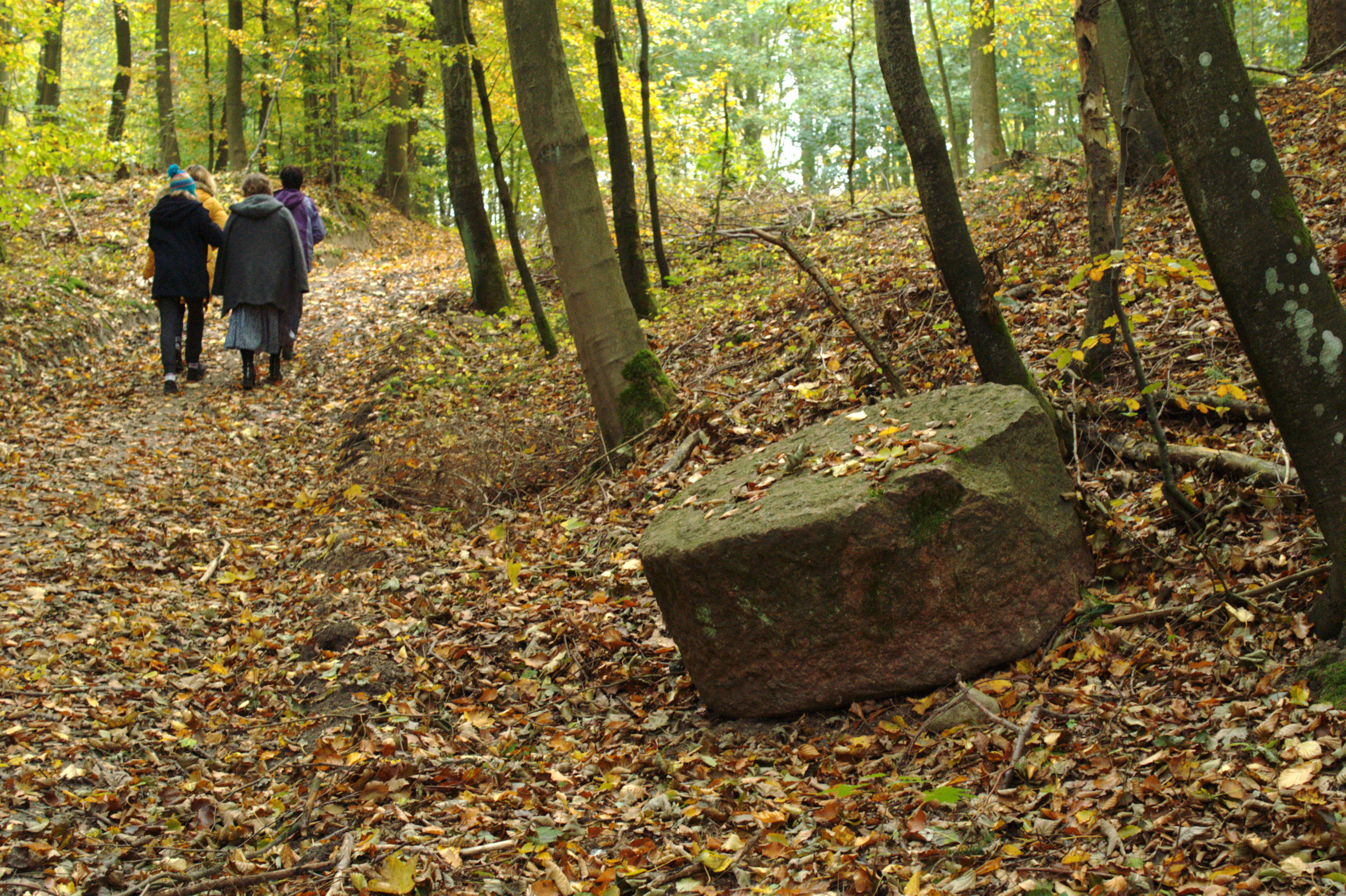
Legendarny kamień młyński wiatraka z Zaklętego Zamku